# Simone Del Nero
Simone Del Nero (Carrara, Italia, 4 de agosto de 1981) es un futbolista italiano que se desempeña como extremo en el Unione Sportiva Massese 1919 de la Serie D.

## Carrera internacional
Si bien nunca llegó a debutar con la selección de fútbol de Italia, sí que llegó a ser convocado con la azzurra para jugar en los Juegos Olímpicos de Atenas 2004.

## Clubes
| Club                     | País    | Año           |
| ------------------------ | ------- | ------------- |
| Empoli FC                | Italia  | 1998-2000     |
| Brescia                  | Italia  | 2000-2001     |
| Livingston FC (préstamo) | Escocia | 2001-2002     |
| Palermo (préstamo)       | Italia  | 2003          |
| SS Lazio                 | Italia  | 2007-2012     |
| AC Cesena                | Italia  | 2012          |
| Johor Darul Takzim       | Malasia | 2012-2013     |
| Massese                  | Italia  | 2013-2015     |
| Carrarese                | Italia  | 2016-2017     |
| Massese                  | Italia  | 2017-presente |

## Palmarés
SS Lazio
- Copa de Italia: 2009
- Supercopa de Italia: 2009

- Datos: Q532928